# George Orton
Pour les articles homonymes, voir Orton.

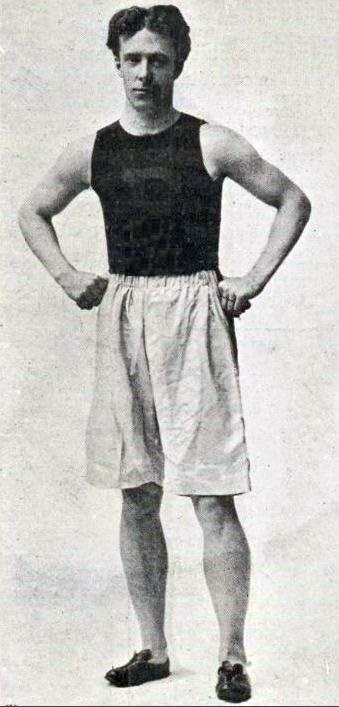
George Orton en 1900.

George Washington Orton, né le 10 janvier 1873 et décédé le 26 juin 1958, est un athlète canadien, spécialiste du demi-fond, champion olympique lors des Jeux olympiques d'été de 1900 à Paris, le premier canadien champion olympique.

## Carrière
Né à Strathroy en Ontario, Orton poursuit ses études à l'Université de Toronto, avant de partir à l'Université de Pennsylvanie en 1893. À l'époque, il est déjà un des meilleurs spécialistes du demi-fond d'Amérique du Nord. Il remporte des titres nationaux au Canada, aux États-Unis et au Royaume-Uni, sur le mile, le deux-miles et la course d'obstacles. Le temps d'Orton sur le mile de 4 minutes 21,8 secondes en 1892 restera le record canadien pendant trente années. 
Orton obtient son diplôme en 1896, mais il continue la pratique du sport. Le couronnement de la carrière d'Orton viendra à l'occasion des Jeux olympiques d'été de 1900 qui ont lieu à Paris. Orton dispute trois épreuves : deux épreuves de course d'obstacles et le 400 m haies. Orton est le premier Canadien à remporter une médaille, gagnant l'épreuve du 2 500 mètres course d'obstacles ou 2 500 mètres steeple. Il finit par la suite à la troisième place du 400 mètres haies et cinquième du 4 000 mètres course d'obstacles.
Ensuite, Orton est entraîneur d'athlétisme à l'Université de Pennsylvanie, et il écrit un livre sur l'histoire de l'athlétisme de cette université. Il est introduit au Panthéon des sports canadiens et au Temple de la renommée olympique du Canada. Orton décède à l'âge de 85 ans à Meredith, au New Hampshire.

## Palmarès et records

### Jeux olympiques d'été
- Jeux olympiques d'été de 1900 à Paris,  France
  -  Médaille d'or sur le 2 500 mètres course d'obstacles
  -  Médaille de bronze dans la course de haies de 400 mètres

## Sources
- (en) Cet article est partiellement ou en totalité issu de l’article de Wikipédia en anglais intitulé « George Orton » (voir la liste des auteurs).